# Cohumulone
La cohumulone est un des trois acides alpha issus du houblon apportant à la bière l'essentiel de son amertume. Certains brasseurs considèrent que les variétés de houblon avec une forte teneur en cohumulone donnent une amertume plus dure. La cohumulone représente en général entre 20 % et 50 % de la teneur en acides alpha du houblon.
La cohumulone, comme les autres acides alpha connus (les principaux étant l'humulone et l'adhumulone), provient de la dégradation de la lupuline (issue du houblon).
La cohumulone a une plus grande polarité et une meilleure solubilité dans l'eau que les autres acides alpha. Dans l'eau l'isomérisation de celle-ci produit deux composés : la cis-isocohumulone et la trans-isocohumulone, qui semblent donner une amertume plus dure que celle des isohumulones.